# Lupus Hellinck
Lupus Hellinck o Wulfaert (Axel, Zelanda, 1493 o 1494 – Gant?, 14 de gener de 1541) fou un compositor neerlandès del Renaixement. No se'n sap res de la seva vida. De Hellinck s'han conservat gran nombre de composicions a diverses veus, amb lletra llatina o alemanya, que figuren en col·leccions impreses en els Països Baixos, França i Alemanya des de 1519 fins a 1536. Podria ser, això no obstant, que aquestes obres no fossin degudes a un sol compositor, ja que el nom Lupi o Lupus fou usat per força artistes.